# 기관 투자자
기관 투자자(機關投資者)는 증권, 부동산 및 기타 투자 자산을 매입하거나 대출을 발행하기 위해 자금을 모으는 기관이다. 기관 투자자에는 상업 은행과 중앙 은행, 신용 조합, 정부 연계 기업, 보험사, 연기금, 국부 펀드, 자선 단체, 헤지 펀드, 부동산 투자 신탁, 투자자문사, 기금, 뮤추얼 펀드가 포함된다.

## 유형
- 자산운용
- 은행
- 재정 기부
- 재단
- 헤지 펀드
- 보험사
- 투자 회사
- 투자신탁
- 상호 펀드
- 연기금
- 국부 펀드
- 유닛 트러스트 및 단위투자신탁
- 패밀리 오피스